# 11728 Einer
11728 Einer este un asteroid din centura principală de asteroizi.

## Descriere
11728 Einer este un asteroid din centura principală de asteroizi. A fost descoperit pe 1 mai 1998 la Haleakala în cadrul programului NEAT. Asteroidul prezintă o orbită caracterizată de o semiaxă mare de 2,86 ua, o excentricitate de 0,02 și o înclinație de 3,2° în raport cu ecliptica.